# Jack Capuano

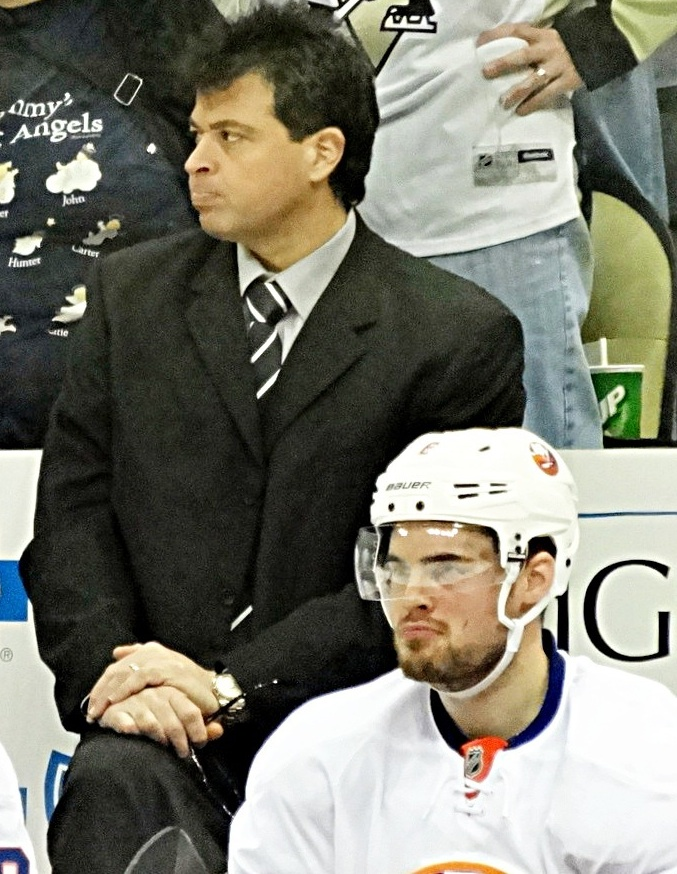

Jack Capuano, född 7 juli, 1966 i Cranston, Rhode Island, är en amerikansk ishockeytränare som tränade New York Islanders i National Hockey League (NHL) mellan 2011 och 2017. Han var tillfällig huvudtränare efter att Islanders general manager Garth Snow sparkade Scott Gordon 2010.
Capuano spelade bara sex matcher i NHL för Boston Bruins (1991-92), Toronto Maple Leafs (1989-90) och Vancouver Canucks (1990-91).